# Präsident Russlands
Der Präsident der Russischen Föderation (russisch Президент Российской Федерации) ist das Staatsoberhaupt von Russland. Das Amt ist die höchste Position im russischen Regierungssystem.
Verfassungsgemäß wird der Präsident durch eine Direktwahl vom russischen Volk gewählt. Aufgrund seiner faktisch kaum eingeschränkten Macht und Regierungspraxis wird der aktuelle Amtsinhaber Wladimir Putin, der sich bei der Scheinwahl 2024 bis ins Jahr 2030 bestätigen ließ, allerdings als Diktator angesehen.
Der Regierungssitz des Präsidenten befindet sich im Moskauer Kreml.

## Aufgaben
Die Hauptaufgabe des Präsidenten ist, die in der Verfassung Russlands garantierten Rechte und Freiheiten des russischen Volkes zu gewährleisten. Der Status des Präsidenten ist in Kapitel 4 der Verfassung der Russischen Föderation festgesetzt. Der Präsident bestimmt die Innen- und Außenpolitik. Er ist Oberbefehlshaber der Streitkräfte. Dem Präsidenten obliegt die Vergabe von staatlichen Auszeichnungen, er entscheidet in Fragen der Staatsbürgerschaft, und er hat das Recht, Begnadigungen zu gewähren. Der Präsident wird von der Präsidialverwaltung in seinen Aufgaben unterstützt.
Der Präsident verfügt über eine enorme Machtfülle, er kann Dekrete erlassen und kontrolliert Schlüsselbehörden. Direkt dem Präsidenten und nicht dem Ministerpräsidenten unterstellt sind die „Nationalgarde; das Innenministerium; das Ministerium für Zivilschutz, Ausnahmesituationen und Bewältigung der Folgen von Naturkatastrophen; das Außenministerium; das Verteidigungsministerium; das Justizministerium; der Staatliche Kurierdienst; der Dienst für Auslandsaufklärung/SWR (= Auslandsgeheimdienst); der Föderale Sicherheitsdienst (FSB);  der Föderale Schutzdienst (FSO); der Föderale Dienst für Finanzaufsicht; die Föderale Archivagentur; die Hauptverwaltung für Spezialprogramme  des Präsidenten der Russländischen Föderation (föderale Agentur) sowie die Verwaltungsabteilung (russ. upravlenie delami) des Präsidenten Russlands“.

## Voraussetzungen und Amtszeit
Ein Präsidentschaftskandidat muss die russische Staatsangehörigkeit besitzen, mindestens 35 Jahre alt sein und seit mindestens 25 Jahren ununterbrochen in Russland leben.
Die Amtszeit
beträgt jeweils sechs Jahre (vor 2012: vier Jahre) und ist auf zwei aufeinanderfolgende Legislaturperioden begrenzt. In der Verfassungsänderung von 2020 wurde beschlossen, die Zählung der bisherigen Amtszeiten von Putin zu annullieren. Dies erlaubt ihm, sich 2024 und 2030 zur Wiederwahl zu stellen und so bis 2036 weiterzuregieren.

## Geschichte

### Vorsowjetische Zeit
Einige Historiker sehen in Alexander Koltschak (1874–1920, hingerichtet), einem Admiral und Monarchisten der Weißen Armee während des Russischen Bürgerkrieges 1918–1920, den ersten Präsidenten Russlands. Koltschak wurde von der sibirischen Regionalregierung zum Regierungschef mit diktatorischen Vollmachten gewählt und seitdem Oberster Machthaber Russlands (Верховный Правитель России, Werchowny Prawitel Rossii) genannt.

### Sowjetunion
Der Oberste Sowjet der Teilrepublik der Russischen SFSR besaß in der Sowjetunion bis spät in die Zeit der von Michail Gorbatschow ab Anfang 1986 eingeleiteten Perestroika nur wenig Autonomie. Die exekutive Macht lag bis 1990 in den Händen des Obersten Sowjets der UdSSR und des Politbüros der KPdSU. 1990 spaltete sich der neu gewählte russische Oberste Sowjet in Kommunisten und Reformer. Boris Jelzin wurde im Mai 1990 zum Vorsitzenden gewählt. Kurz danach verließ Jelzin die KPdSU und begann eine unabhängige Hausmacht innerhalb der RSFSR aufzubauen. Dies war ein entscheidender Schritt bei der Auflösung der Sowjetunion Ende 1991.
Anfang 1991 wurde das Amt des russischen Präsidenten geschaffen und die Exekutivgewalt des Obersten Sowjets Russlands auf den Präsidenten übertragen. Die Zuständigkeiten des Vorsitzenden des Obersten Sowjets Russlands wurden auf die eines Parlamentssprechers reduziert. Im Juni 1991 gewann Boris Jelzin die erste Präsidentschaftswahl, worauf er als Vorsitzender des Obersten Sowjets der RSFSR zurücktrat. Nachfolger Jelzins als Vorsitzender des Obersten Sowjets der RSFSR wurde Ruslan Chasbulatow (10. Juli 1991 bis Oktober 1993).

### Russische Föderation
Während der russischen Verfassungskrise 1993 wurde, nachdem der im Jahr 1991 neu gewählte Präsident Russlands Boris Jelzin die damals noch gültige Verfassung der UdSSR abgeschafft hatte, der damalige Vizepräsident Alexander Ruzkoi vom opponierenden Kongress der Volksdeputierten zum Präsidenten ernannt. Er agierte vom 22. September bis zum 4. Oktober 1993, dem Tag seiner Verhaftung. Bei der Parlamentswahl am 12. Dezember 1993 erhielten die Gegner Jelzins die Mehrheit. Bereits am 26. Februar 1994 erfolgte auf Antrag Wladimir Schirinowskis eine Amnestie. Ruzkoi wurde unter Protest Jelzins von der Staatsduma unter Vorsitz von Iwan Rybkin begnadigt. Das Amt des Vizepräsidenten wurde in der neuen Verfassung abgeschafft.
Aus dem Augustputsch 1991 und der Verfassungskrise 1993 ging Präsident Boris Jelzin gestärkt hervor. Die russische Präsidentschaftswahl am 16. Juni 1996 gewann Jelzin in einer Stichwahl am 3. Juli gegen den Führer der KPRF, Gennadi Sjuganow. Im ersten Wahlgang erhielt Jelzin 35,28 % und Sjuganow 32,02 %. Im zweiten Wahlgang kam Jelzin auf 53,82 % und Sjuganow auf 40,31 % der Stimmen.
Während einer Herzoperation Jelzins im Jahre 1996 übernahm Ministerpräsident Wiktor Tschernomyrdin nach dem Erlass № 1534 Jelzins vom 5. November, 7:00 Uhr, bis zum 6. November, 6:00 Uhr, die Amtsgeschäfte des Präsidenten. Als Jelzin am 31. Dezember 1999 sein Amt niederlegte, übernahm der damalige Ministerpräsident Wladimir Putin kommissarisch die Amtsgeschäfte des Präsidenten der Russischen Föderation. Jelzin erklärte Putin zum Wunschkandidaten für seine Nachfolge. Am 26. März 2000 gewann Putin im ersten Wahlgang die Präsidentschaftswahl mit 52,9 % der Stimmen. Bei der Präsidentschaftswahl am 14. März 2004, die von der OSZE als nur bedingt demokratisch kritisiert wurde, stimmten 71,2 % der Wähler für Putin.
Putins Regierungsumbildung Mitte November 2005 wurde weithin als Positionierung möglicher Nachfolger für das Präsidentenamt 2008 und Beginn des Präsidentschaftswahlkampfs gewertet. Putin selbst lehnte eine Änderung der Verfassung ab, die es ihm ermöglicht hätte, für eine dritte Amtszeit zu kandidieren. Bei der Präsidentschaftswahl am 2. März 2008 erhielt der Erste Stellvertreter des Ministerpräsidenten, Dmitri Medwedew 70,28 % der abgegebenen Stimmen. Die Amtsübergabe fand am Mittag des 7. Mai 2008 statt.
Die Präsidentschaftswahl in Russland 2012 am 4. März 2012 war die erste Wahl, bei der der Präsident Russlands für eine Amtszeit von sechs anstatt vier Jahren bestimmt wurde. Grundlage dafür war ein Ende 2008 verabschiedetes Gesetz. Nachdem 2008 Dmitri Medwedew gewählt worden war – Putin konnte nach der Verfassung nach zwei Amtsperioden in Folge nicht erneut antreten – vollzog sich ein Wechsel im Präsidentenamt. Putin gewann die Wahl und wurde erneut Präsident. Bei der Präsidentschaftswahl 2018 wurde Putin mit 76,69 % der Stimmen wiedergewählt. Auch bei der Präsidentschaftswahl 2024 wurde Putin wiedergewählt.

## Amtssitz
Zu den präsidialen Residenzen gehören der Große Kremlpalast, das Senatsgebäude und seit 2000 der Landsitz Nowo-Ogarjowo. Während seines Aufenthalts in Sankt Petersburg benutzt er den Konstantinpalast als Residenz.

## Insignien
Nachdem der gewählte Präsident den Amtseid abgelegt hat, werden ihm die Insignien des Amtes verliehen. Die Insignien zeigen die Stellung des Amtes und werden zu speziellen Anlässen genutzt.

### Amtskette
Zuerst wird dem Präsidenten die Amtskette übergeben. Das Emblem der Amtskette zeigt das Kreuz des Verdienstordens für das Vaterland (ein rotes Tatzenkreuz unter dem Wappen Russlands; auf der Rückseite des Kreuzes stehen die Worte Tatkraft, Ehre und Ruhm in Form eines Kreises). Ein goldener Kranz über dem Kreuz verbindet das Emblem mit der Kette. In der Amtskette befinden sich 17 weitere kleine Embleme, neun zeigen das russische Wappen, acht eine Rosette, ebenfalls mit dem Motto Tatkraft, Ruhm und Ehre. Bei der Amtseinführung Wladimir Putins wurde die Kette auf einem roten Kissen auf die linke Seite des Podiums gelegt. Den Informationen der Webseite des Präsidenten zufolge befindet sich die Kette im Kreml und wird nur bei bestimmten Gelegenheiten verwendet.

### Standarte
Die Standarte ist eine golden besaumte, quadratische Version der Flagge Russlands mit dem russischen Wappen in der Mitte. Kopien der Standarte werden im Büro des Präsidenten, im Kreml, in Regierungsbehörden und als Hoheitszeichen vorne auf der Präsidenten-Limousine genutzt. Eine Standarte im Längenverhältnis 2:3 findet Einsatz, wenn sich der Präsident auf See befindet. Die Standarte ist das am häufigsten genutzte Symbol, um die Anwesenheit des Präsidenten anzuzeigen.

### Sonderausgabe der Verfassung
Der Präsident besitzt eine Sonderausgabe der russischen Verfassung, die während der Vereidigung genutzt wird. Diese Ausgabe hat einen festen roten Ledereinband aus der Haut eines Warans mit goldenen Buchstaben. Auf dem Einband befindet sich das russische Wappen in Silber. Die Sonderausgabe befindet sich in der Bibliothek des Präsidenten im Kreml. Ab dem 6. Mai 2000 hat die Sonderausgabe der Verfassung den offiziellen Status des Symbols der Präsidentenmacht verloren und wird nur traditionsgemäß so bezeichnet.

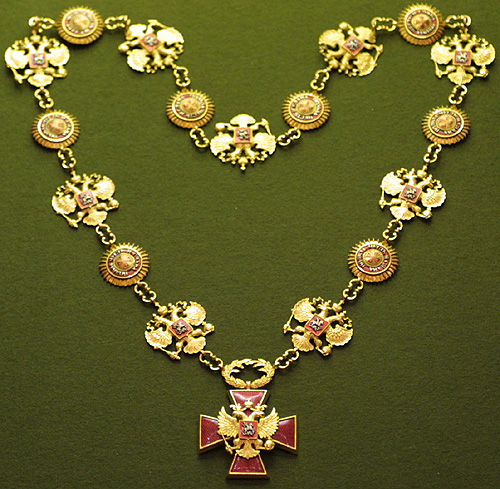
Amtskette mit dem Kreuz des Verdienstordens für das Vaterland
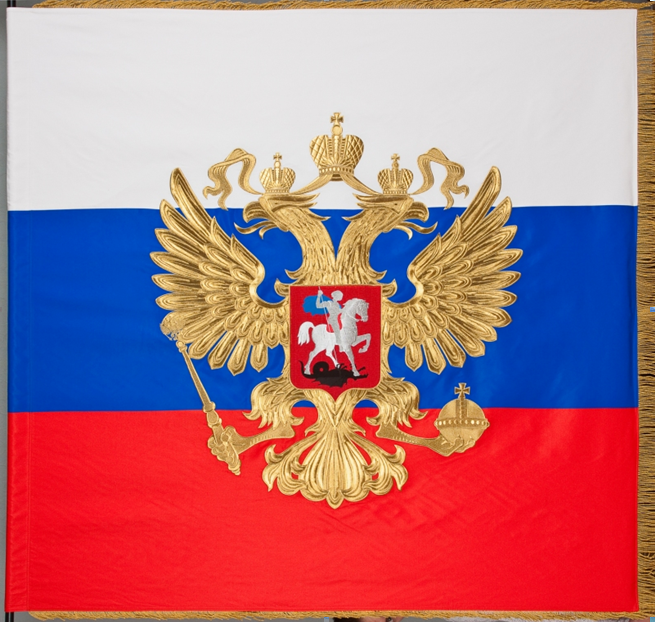
Präsidentenstandarte
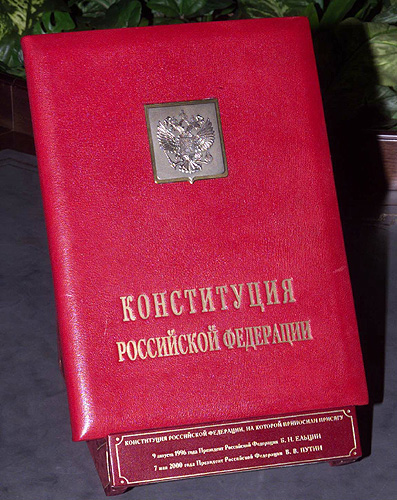
Sonderausgabe der Verfassung

## Amtseid
Der Präsident legt folgenden Amtseid während der Amtseinführung ab:

«Клянусь при осуществлении полномочий Президента Российской Федерации уважать и охранять права и свободы человека и гражданина, соблюдать и защищать Конституцию Российской Федерации, защищать суверенитет и независимость, безопасность и целостность государства, верно служить народу.»

„Ich schwöre in Ausübung der Vollmachten des Präsidenten der Russischen Föderation, die Rechte und Freiheiten der Menschen und Bürger zu respektieren und zu gewährleisten, die Verfassung der Russländischen Föderation zu überwachen und zu schützen, die Souveränität, Unabhängigkeit, Sicherheit und Integrität des Staates zu schützen und den Bürgern treu zu dienen.“

## Sonstiges
Der russische Präsident erhält den Atomkoffer (genannt Tscheget), der ihn zur Autorisierung eines Nuklearschlages befähigt.
Der Präsident Russlands hat bei allen Gesetzesvorhaben und Vorlagen in beiden Kammern ein Vetorecht, das die Duma mit einer Zweidrittelmehrheit überstimmen kann. Eines seiner mächtigsten Exekutivbefugnisse ist das Regieren per Dekret, das gemäß Art. 90 der Verfassung geregelt ist. Mit Wirkung dieser Dekrete kann der Präsident die Duma im Gesetzgebungsverfahren unterlaufen.

## Liste der russischen Präsidenten seit 1991
| #   | Bild            | Name (Lebensd.)          | Amtsantritt       | Amtsaustritt      | Partei           | Anmerkungen                                                                              |
| --- | --------------- | ------------------------ | ----------------- | ----------------- | ---------------- | ---------------------------------------------------------------------------------------- |
| 1   | Boris Jelzin    | Boris Jelzin (1931–2007) | 10. Juli 1991     | – (Wiederwahl)    | parteilos        | bis 12. Dezember 1991 als Präsident der RSFSR; 1. Amtszeit                               |
| 1   | Boris Jelzin    | Boris Jelzin (1931–2007) | 1995              | 31. Dezember 1999 | parteilos        | 2. Amtszeit, Rücktritt                                                                   |
| A * | Wladimir Putin  | Wladimir Putin (* 1952)  | 31. Dezember 1999 | 7. Mai 2000       | parteilos        | Ohne Wahl, als Ministerpräsident ab dem Rücktritt von Jelzin bis zu seiner eigenen Wahl. |
| 2   | Wladimir Putin  | Wladimir Putin (* 1952)  | 7. Mai 2000       | – (Wiederwahl)    | parteilos        | 1. Amtszeit                                                                              |
| 2   | Wladimir Putin  | Wladimir Putin (* 1952)  | 2004              | 7. Mai 2008       | parteilos        | 2. Amtszeit                                                                              |
| 3   | Dmitri Medwedew | Dmitri Medwedew (* 1965) | 7. Mai 2008       | 7. Mai 2012       | Einiges Russland | 1. Amtszeit; keine erneute Kandidatur                                                    |
| 2   | Wladimir Putin  | Wladimir Putin (* 1952)  | 7. Mai 2012       | – (Wiederwahl)    | parteilos        | 3. Amtszeit (neu: 6 Jahre; Zählung Sonderregelung)                                       |
| 2   | Wladimir Putin  | Wladimir Putin (* 1952)  | 2018              | – (Wiederwahl)    | parteilos        | 4. Amtszeit                                                                              |
| 2   | Wladimir Putin  | Wladimir Putin (* 1952)  | 2024              | amtierend         | parteilos        | 5. Amtszeit                                                                              |

A* = Wenn der Präsident nicht in der Lage ist, sein Amt auszuführen, wird gemäß Artikel 92, Absatz 3 der Verfassung der Russischen Föderation der Ministerpräsident mit der vorübergehenden Führung der Geschäfte betraut.
| #   | Bild                  | Name (Lebensd.)                   | Amtsantritt        | Amtsaustritt     | Partei              | Anmerkungen |
| --- | --------------------- | --------------------------------- | ------------------ | ---------------- | ------------------- | --- |
| 1 A | Alexander Ruzkoi      | Alexander Ruzkoi (* 1947)         | 22. September 1993 | 4. Oktober 1993  | parteilos           | Nachdem Jelzin die sowjetische Verfassung abgeschafft hatte, wurde Ruzkoi vom noch bestehenden Obersten Sowjet zum Präsidenten erklärt. Damit begann die Russische Verfassungskrise 1993. Nachdem Jelzin sich wieder an der Staatsspitze durchgesetzt hatte, wurde Ruzkoi verhaftet. |
| 2 A | Wiktor Tschernomyrdin | Wiktor Tschernomyrdin (1938–2010) | 5. November 1996   | 6. November 1996 | Unser Haus Russland | Während einer Operation Jelzins. |